# La guerra dei cafoni
La guerra dei cafoni è un film italiano del 2017 diretto da Davide Barletti e Lorenzo Conte.
Il film è tratto dall’omonimo romanzo di Carlo D'Amicis.

## Trama
Nel prologo, ambientato nel medioevo, un contadino e suo figlio stanno lavorando una terra arida e aspra colpita dal sole. Il ragazzino, assetato, convince il padre a oltrepassare il muretto che delimita la terra dei "signori", per attingere acqua dal pozzo. Mentre l'uomo cala il figlio nel pozzo, giungono due uomini a cavallo; uno di essi è il padrone del pozzo che accusa il contadino di rubargli l'acqua e gli intima di lasciare andare la corda che tiene sospeso il figlio. Al suo rifiuto il signore, in un gesto di crudeltà, taglia la corda con la sua spada, lasciando cadere il piccolo.
Puglia, anni Settanta. A Torrematta, località balneare salentina, è in corso una guerra tra due bande di adolescenti. Da un lato ci sono i "cafoni", poveri che parlano solo in dialetto stretto, dall'altro i "signori" che parlano invece in italiano e vivono nell'agiatezza. I signori sono guidati dal carismatico e affascinante Francisco Marinho, mentre i cafoni sono capeggiati da Scaleno, cupo e ignorante come tutti i suoi ragazzi. Dalla guerra sono escluse le ragazze, ritenute intoccabili. Francisco rivendica la proprietà su tutta Torrematta e dunque anche sugli stessi cafoni. I cafoni provano a varare una barca, per contrastare la supremazia dei signori che ne posseggono già una di proprietà di Francisco, ma a causa della corrente e del fatto che nessuno sa nuotare quest'ultima va alla deriva con il piccolo Tonino a bordo. Mentre Tonino riesce a ritornare a terra e a dirigersi verso casa della sorella Mela, Francisco, assieme al suo "luogotenente" Luca, recupera la barca dei cafoni e le dà fuoco di fronte a tutti gli altri ragazzi.
Per dimostrare la propria supremazia organizza un'imboscata nel covo dei cafoni, dando fuoco alla loro bandiera.
Francisco viene trascinato al cinema da Sabrina "Scopinculo", una bellissima ragazza piuttosto frivola che non fa che chiedere regali al capo dei signori. Proprio mentre accompagna Sabrina al "cinemino", i cafoni mettono in atto la "vendetta della bandiera", facendo irruzione nel castello di Francisco e rubando la bandiera dei signori.
Una notte, Francisco si imbatte in Mela, una delle ragazze dei cafoni, che è alla ricerca del suo cane Mosè, fuggito dalla terra dei cafoni. Mela riesce a convincere Francisco a passare un po' di tempo con lui dentro il faro di vedetta dei signori, un relitto di una fortificazione della seconda guerra mondiale adagiata sulla spiaggia.
Tra i cafoni è arrivato un nuovo leader, Cugino, molto più astuto e cattivo di Scaleno, che convince i cafoni che per vincere la guerra bisogna prendersi il "bottino", ossia le "femmine e la roba".
Francisco si ritrova a spiare Mela, che sta facendo il bagno in un laghetto, ma poi decide di tuffarsi in acqua pur non sapendo nuotare. Mela così porta in salvo Francisco che rischia di annegare e una volta fuori dall'acqua i due si baciano, dopodiché Francisco intima a Mela di non dire a nessuno né che lui non sa nuotare, né che si sono baciati.
Cugino va nel bar dei signori a giocare a flipper, il gioco preferito da Francisco. I due si sfidano in una partita, i compagni di Francisco si accorgono che Cugino sta per batterlo e allora staccano di nascosto la corrente. Francisco intima a Cugino di andarsene e lo colpisce al volto con un pugno. Scaleno viene a prendere Cugino con una moto che Francisco aveva buttato via ma che Cugino aveva rimesso a nuovo e i due se ne vanno, promettendo vendetta.
Uno dei ragazzi della banda dei signori chiede a Francisco a che serve continuare la guerra dato che nessuno ha più una vera ragione per combattere. Francisco dice di voler continuare la guerra a ogni costo perché la guerra è "eterna", ma il ragazzo confida a Francisco che ormai tutta la banda dei signori ha scoperto la relazione tra lui e Mela e che questo fa cadere del tutto le divisioni tra le due fazioni.
I cafoni organizzano un attacco nella spiaggia dei signori ma al momento del dunque mancano all'appello sia Scaleno che Francisco e le due bande si rifiutano di combattere.
Scaleno e Cugino decidono di rubare il flipper dal bar dei signori, ma Francisco li scopre. Francisco colpisce un'altra volta al volto Cugino, il quale estrae una Luger P08 con l'intento di uccidere Francisco, ma Scaleno toglie l'arma a Cugino, mentre Francisco si impossessa dell'Apecar dei due cafoni.
Francisco va alla ricerca di Mosè, che è caduto in fondo ad un pozzo. Francisco si cala nel pozzo per salvare l'animale, ma Cugino lo scopre e taglia la corda che lo teneva appeso, facendolo precipitare.
Francisco però si salva, incontra Papaquaremma. Francisco gli promette la vita per ritovare il suo cane perduto e ritrova Mosé. Così va in cerca di Mela che però, delusa da Francisco, si è ormai imbarcata per abbandonare Terramatta.
L'incontro con Papaquaremma però appare solo immaginario. Cafoni e signori sono alla ricerca di Francisco. Mosè li conduce verso una spiaggia, dove ritrovano il cadavere del capo dei signori.

## Accoglienza

### Incassi
Al box office il film ha incassato 39,2mila euro.

### Critica
Su cinematografo.it, è stato ritenuto che "Guardare il film La guerra dei cafoni attraverso gli occhi dei giovanissimi suscita, oltre che maggiore curiosità, diversi spunti riflessivi ponendosi come lezione per quelle generazioni precedenti e future. Punto d’incontro per quelli prima e quelli dopo, il gruppo di Torrematta non elude un solo grande comandamento (e non dettato da Papaquaremma): l’amore non conosce rivali".

## Riconoscimenti
- 2018 - David di Donatello
  - Nomination per la Miglior sceneggiatura adattata[4]
- 2017 - Nastri d'argento
  - Nomination per la Migliore fotografia
  - Nomination per i Migliori costumi
  - Nomination per il Migliore montaggio